# Amityville 3-D
Amityville 3-D è un romanzo scritto nel 1983 da Gordon McGill. Si tratta del romanzamento del film Amityville 3D, diretto dal regista Richard Fleischer.